# 익산 관음사 목조보살입상
익산 관음사 목조보살입상(益山 觀音寺 木造菩薩立像)은 대한민국 전북특별자치도 익산시 관음사에 있는 불상이다. 2009년 12월 28일 전라북도의 유형문화재 제218호로 지정되었다가, 2014년 12월 31일 대한민국의 보물 제1842호로 승격되었다.

## 개요
현재 익산 관음사 법당에 봉안되어 있는 보살입상의 크기는 총고 152.5cm, 견폭 33.7cm이다. 1605년에 화원 원오(元悟), 충신(忠信), 청허(靑虛) 등이 조성하였다.
원래는 북암에 모셔져 있었다고 하는데, 삼존상과 네 보살상(문수, 보현, 관음, 지장) 등 7존의 하나로 조성되었다고 한다.
보살은 고개와 배를 약간 앞으로 내민 채 정면을 향해 당당한 자세로 서 있다. 얼굴은 이마부분이 넓고 사각형에 가까운 편으로 눈은 두툼한 편으로 반쯤 감고 있으며, 궁형(弓形)의 눈썹이 코로 이어지면서 콧날이 날카롭게 묘사되었다. 입술의 끝부분을 약간 올려 미소를 띠고 있는 입 등 이목구비가 잘 조화되었다. 머리에는 이마에 보발(寶髮)이 한 줄 표현되고 머리 위에 가늘고 긴 상투(髮髻)가 남아있고 보발 중 일부는 귀 앞을 지나 귀 뒤로 흘러내려 어깨 위에서 몇 가닥 묶은 뒤 어깨 앞뒤로 자연스럽게 흘러내리고 있다. 화염보주(火焰寶珠)와 운문(雲紋)으로 장식된 화려한 보관은 일부 장식이 뒤에 보완된 것으로 보인다. 목은 삼도(三道)가 가지런히 그어져 있으며, 얼굴에 비해 어깨는 좁은 편으로, 가슴 앞을 넓게 틔워 안에는 평평하게 군의(裙衣)를 입었는데 그 위로 간단한 영락장식이 흘러내렸다. 두 손에 걸쳐 발 아래까지 길게 흘러내린 옷자락은 다소 형식화되어 딱딱한 느낌을 주며, 배 밑으로 흘러내린 옷자락의 주름 역시 중간이 끊어져 있다. 약간 벌리고 서있는 두 발의 발등 위 부분까지 상의(裳衣)가 덮혀 있고, 다리 사이로는 신대(紳帶)가 길게 늘어져 있다.

## 보물 승격사유
익산 관음사 목조보살입상은 보살상의 복장에서 발견된 발원문에서 임진왜란과 정유재란을 겪은 이후 황폐해진 사찰을 재건해 가는 일련의 과정을 상세히 전하고 있어 양대전란(兩大戰亂) 이후 활 발하게 이루어진 불교 재건사업과 관련된 생생한 자료를 제공한다. 이 불상을 조성한 원오는 1599년에 상원사 목조문수동자상(국보 제221호)을 개금한 수조각승으로, 16세기 후반에서 17세기 전반까지의 불교 조각계를 연결시켜 주는 중요한 인물이다. 이 불상의 보조조각승 청허는 원오의 작품 경향을 계승하여 17세기 중반까지 활발하게 활동한 조각승이다. 따라서 이 불상은 원오유파(元悟流派)의 조각의 형성과 흐름을 이해하는데 매우 중요한 위치에 있는 불상이다.
양식적으로도 이 불상은 부드럽고 사실적인 조각기법을 바탕으로 한 안정된 조형감을 보여 주는데 , 이는 16세기 후반의 조각 경향을 계승한 17세기 초반 작품의 특징이다. 이 상은 17세기 조각의 첫 장을 장식하는 작품이자 이후 전개될 조선후기 조각의 조형이 된다는 점에서 큰 의의가 있다.

## 갤러리

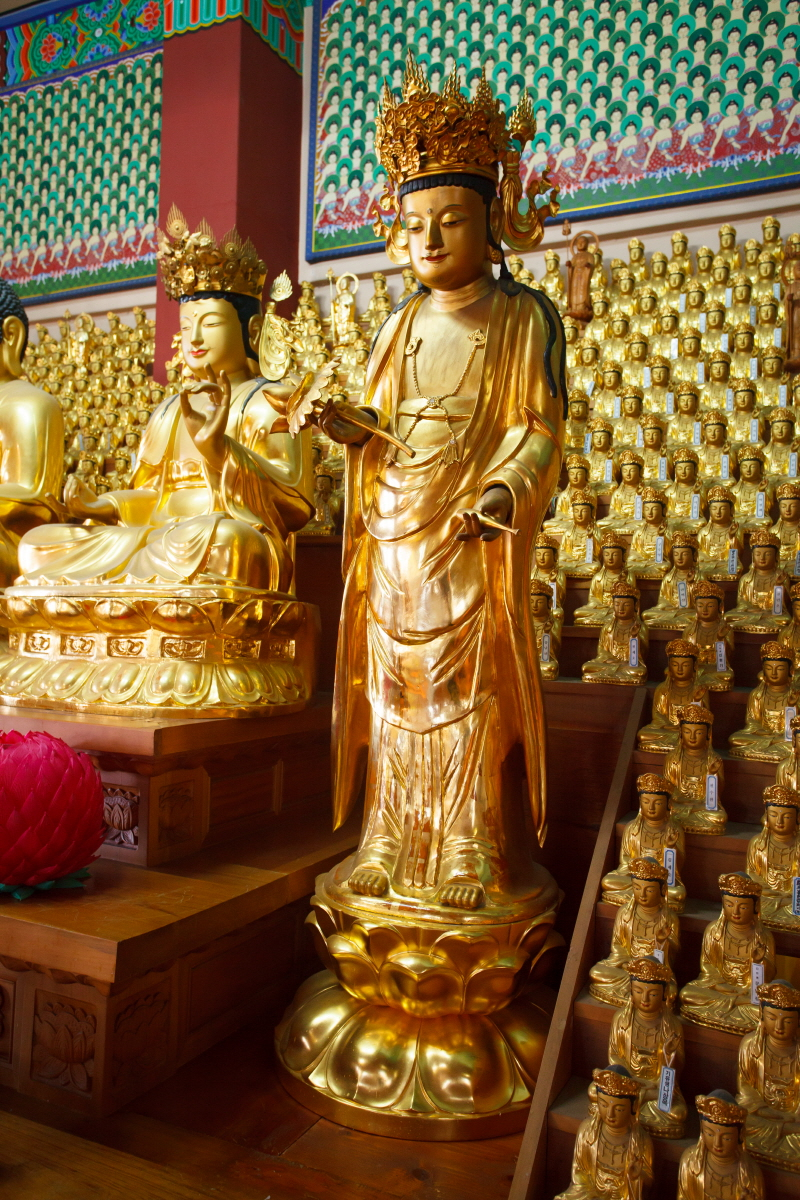
우측면
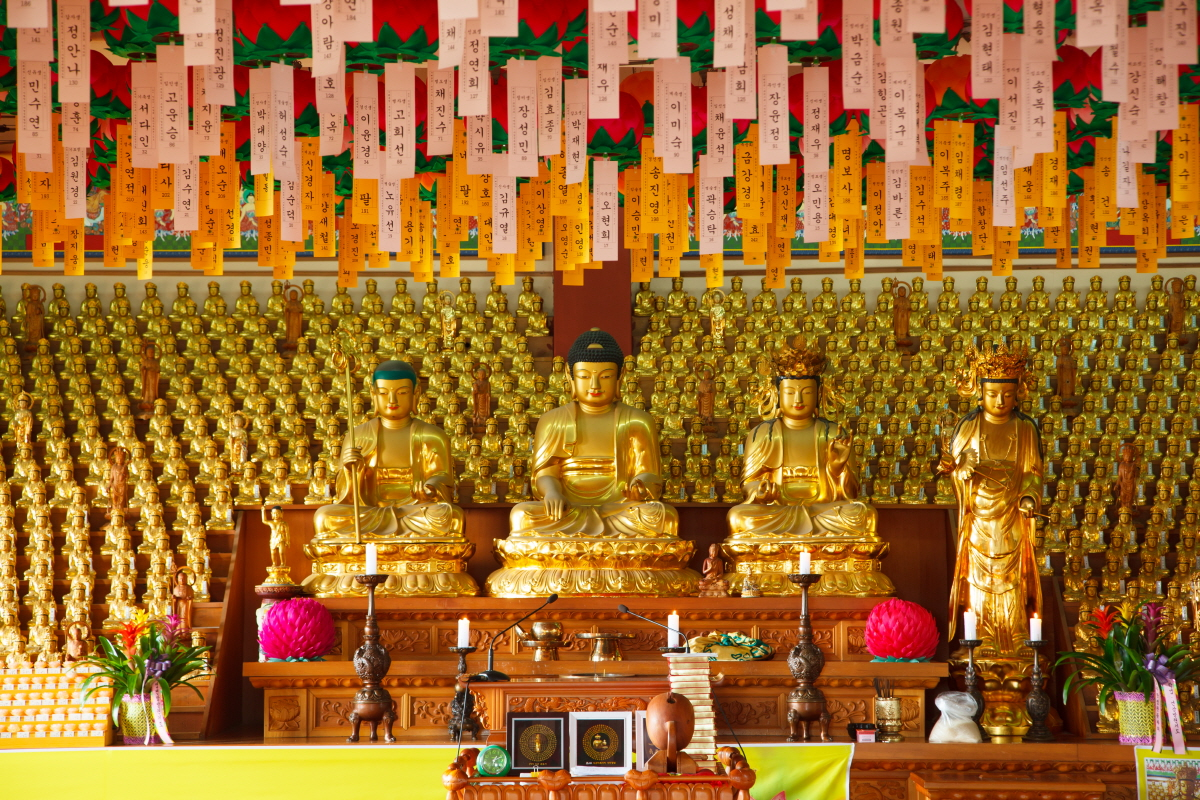
전면부
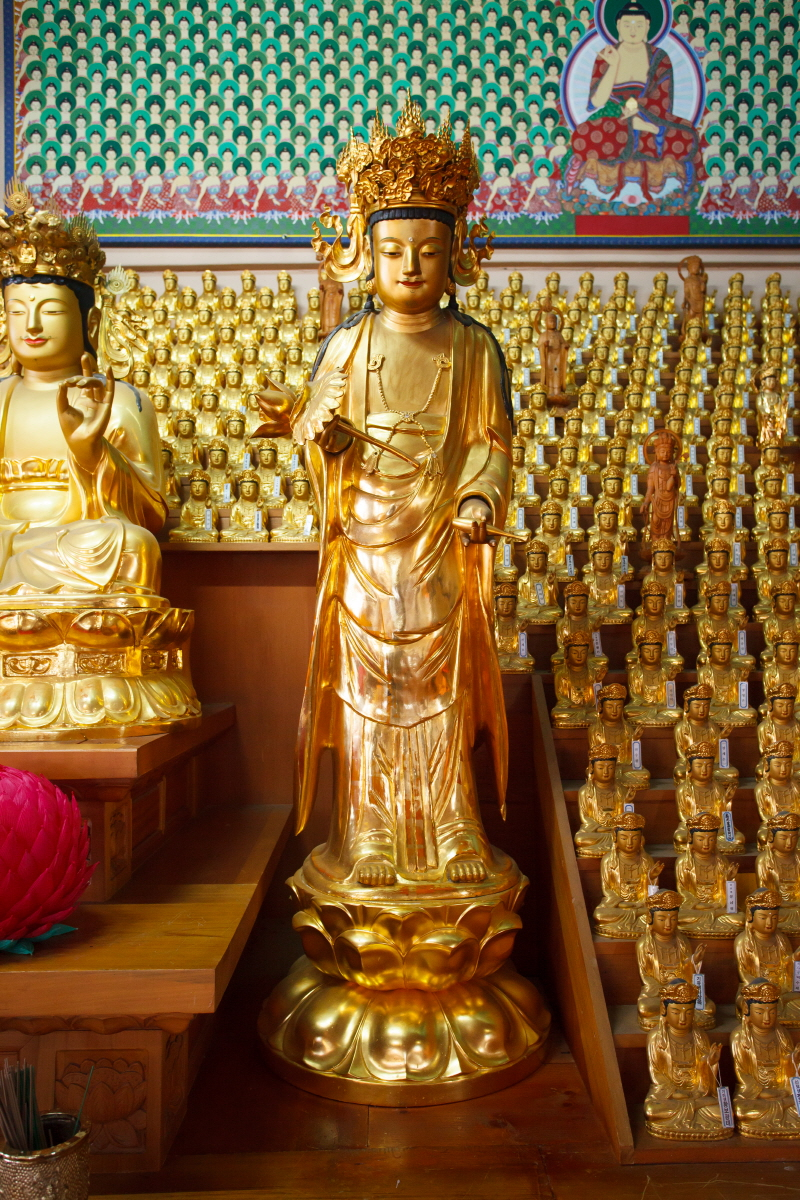
정면
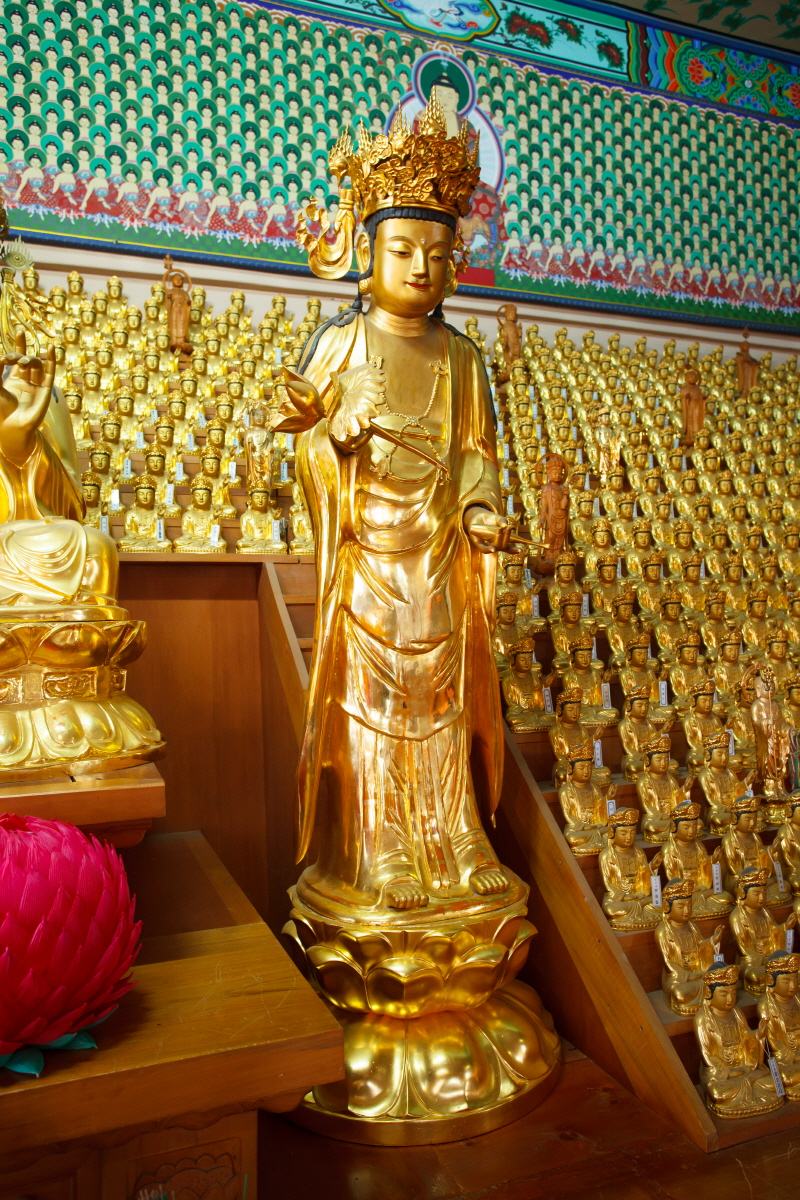
좌측면
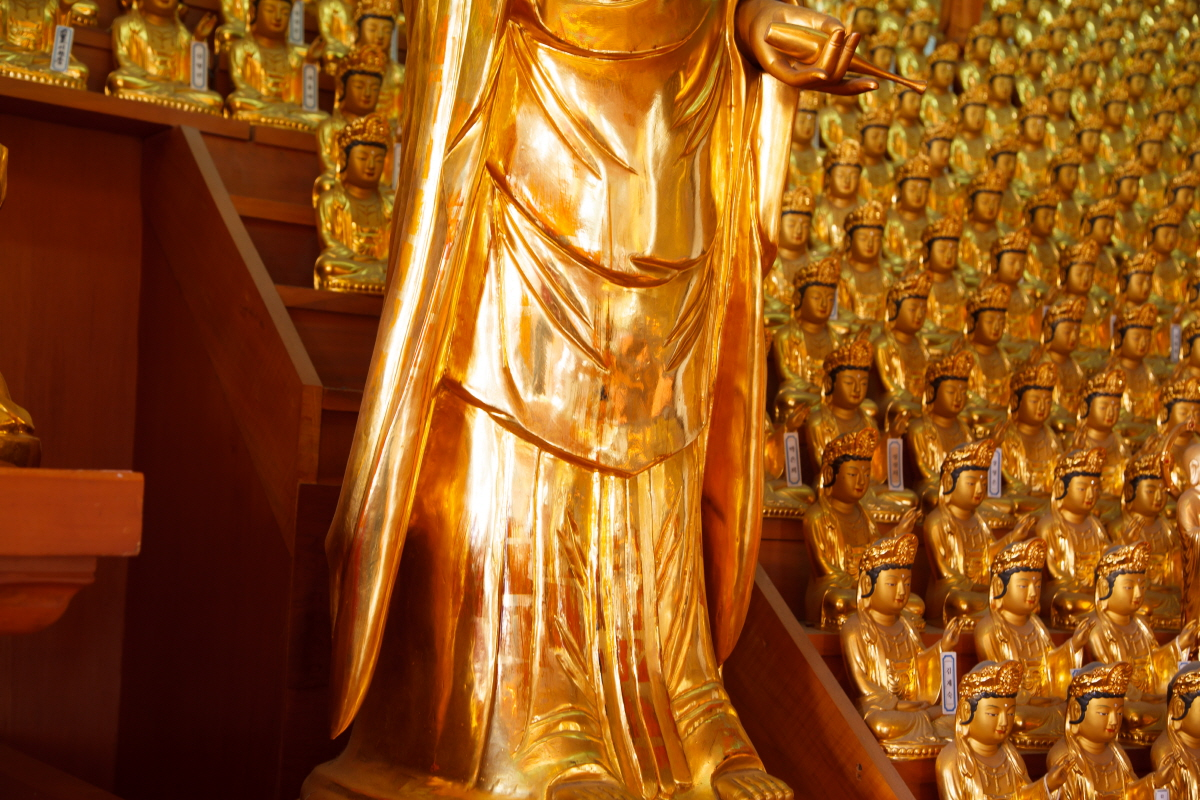
치마(상의)부분

## 참고 자료
- 익산 관음사 목조보살입상 - 국가유산청 국가유산포털